# Khany
Khany (Frans: Khâny) is een buitenaards personage uit de stripreeks Yoko Tsuno van Roger Leloup.

## Vineaanse beschaving
Khany is afkomstig van de planeet Vinea in het M33-sterrenstelsel. De blauwhuidige Vineanen wonen al honderdduizenden jaren op Aarde, maar zijn nooit ontdekt omdat ze onder de grond leven. Hun beschaving is dus veel ouder dan de menselijke beschaving en staat technisch op een zeer hoog niveau. Zo beschikken ze over zeer geavanceerde robots en computers met bovenmenselijke kunstmatige intelligentie. Verder hebben ze de beschikking over kunstmatige telepathie, interstellaire ruimtevaartuigen, sneller-dan-licht-technologie, krachtige straalwapens en gereedschappen, magnetische treinen zonder rails, beperkte planetaire klimaatbeheersing en materie- en energietransport over golven door het luchtledige.

## Biografie

### Aarde
Op de Aarde was Khany een leidinggevend figuur van de ondergronds levende Vineaanse beschaving. Sinds ze met de hulp van Yoko Tsuno het regime van de robot-coördinator ten val heeft gebracht en later ook de bloeddorstige plannen heeft verijdeld van Karpan, het hoofd van de veiligheidsdienst, wordt Khany door de Vineanen als hun leidster gezien. Door de hulp van Yoko bij deze gebeurtenissen worden de twee vrouwen hartsvriendinnen.

### Vinea
Nadat de inter-melkweg-spoel vanuit Vinea in het zonnestelsel is gearriveerd, besluiten Khany en haar mede-Vineanen om een expeditie naar hun verlaten planeet uit te rusten, om te zien of de ramp die hen dwong de planeet te verlaten ook werkelijk gebeurd is. Omdat de Vineanen weinig ervaring met het leven aan de oppervlakte hebben, worden Yoko en haar vrienden Paul Pola en Ben Beeld gevraagd om mee te gaan. Aangekomen op Vinea blijkt de ramp niet te hebben plaatsgevonden: de twee zonnen van de planeet zijn uiteindelijk toch niet tegen elkaar gebotst. Wel blijkt dat Vinea niet meer om haar as draait, waardoor ze altijd met dezelfde zijde naar de zonnen staat. Hierdoor is Vinea verdeeld in een gloeiendhete en een ijskoude zijde. In de gematigde zone daartussenin gaan de bezoekers van de Aarde op onderzoek uit.
Ze ontmoeten de eerste Vineanen in Arania. Hier horen ze voor het eerst over de "Grote Gids": de door niemand geziene, bijna mythische leider, die vanuit zijn kilometers hoge toren Vinea regeert. Aangekomen bij de toren wordt Khany verdoofd en ontvoerd door een robot. Yoko weet uiteindelijk met de hulp van een andere robot de Grote Gids te verslaan. De robot die te hulp kwam blijkt het kunstmatige geheugen te bevatten van de geleerde Sadar; de vader van Khany. Sadar stuurt Khany naar de slapende zesde stad, die zich op de koude zijde van de planeet bevindt. Hier vinden Khany en haar tweelingzusje Poky hun moeder Synda terug, die zich in een kunstmatige slaap bevindt en door hen gewekt wordt.
Terwijl de zesde stad flink wordt verbouwd gaat Khany met Yoko en haar vrienden op expeditie buiten de stad. Ze worden gevangengenomen door de agressieve buitenaardse Titanen: grote insectachtige wezens. Met de hulp van Xunk, een van de buitenaardsen, wordt een vreedzame oplossing gevonden.
Later wordt ook een onderwaterstad op Vinea ontdekt, waar de despotische koningin Hegora de scepter zwaait. Khany en Yoko kunnen haar verslaan, waarbij blijkt dat Hegora een androïde is.

### Ixo - Shyra - Kifa - Ultima
Tijdens een expeditie naar de afvalmaan Ixo wordt het bestaan van de sterrenstad Shyra ontdekt. De bewoners van Shyra staan zeer wantrouwend tegenover de ruimtereizigers uit Vinea, dat zij als het dodenrijk beschouwen. Maar langzaam weten de Vineanen hun vertrouwen te winnen.
De dreiging van de satellietstad Kifa kan ook worden geneutraliseerd en een van de vroege expeditieschepen van Vinea, de Ultima-kolonie, wordt teruggevonden.

## Persoonlijk
De Vineaanse Khany heeft zoals alle Vineanen een blauwe huid. Khany heeft lang, lichtblond haar en donkerblauwe ogen. Haar tweelingzusje Poky werd veel later uit haar kunstmatige slaap gehaald en is nu dus een stuk jonger. Haar vader is al honderdduizenden jaren dood, maar zijn geheugen leeft voort in een Vineaans geheugendoosje. Hij is nu deel van de kunstmatige intelligentie die Vinea bestuurt. Khany's moeder Synda lag in een kunstmatige slaap in de zesde stad van Vinea. Ze werd door Khany gewekt en is even oud als haar dochter. Khany's beste vriendin is natuurlijk Yoko, maar ook Ben, Paul en de Vineaan Vynka rekent ze tot haar vrienden.